# Axel Becker
Pour les articles homonymes, voir Becker.
Axel Becker, né le 28 septembre 1963 à Nuremberg et mort en janvier 2015, est un chanteur de schlager allemand.

## Discographie

### Albums
- 1999 Ich kann nicht leben ohne Dich
- 2001 So eine Liebe gibt es einmal nur
- 2002 Nur wer liebt
- 2004 Doch dann war Liebe im Spiel
- 2007 Streichelwind

### Singles
- ? Schlaf in meinen Träumen ein
- ? Sie tanzt für mich
- ? So viel Liebe in mir
- ? Ich schwöre Dir
- ? Sommer des Lebens
- 1990 Ich kann nicht leben ohne Dich
- 1997 Ich will Dich umarmen
- 1998 Ich freu mich auf den Sommer mit Dir
- 1999 Ein neuer Tag bricht an
- 2000 Ich fühle wie du
- 2000 So eine Liebe gibt es einmal nur
- 2000 Schenk mir noch einen Tanz
- 2001 Endlich Sonne (zusammen mit Mara Kayser)
- 2001 Und wenn der Sturm die Welt verweht
- 2002 Vertrau mir
- 2002 Stern einer Nacht
- 2007 Bella Angela
- 2007 Streichelwind